# Someday Baby
Someday Baby è un singolo di Bob Dylan pubblicato nel 2006 e tratto dall'album Modern Times. Rispetto alla versione dell'album, il singolo è più breve di quasi due minuti; entrambe sono state pubblicate anche in un CD promozionale. La canzone è stata premiata con un Grammy Award nel 2006 ed è stata pubblicata anche nell'album The Bootleg Series Vol. 8 - Tell Tale Signs: Rare and Unreleased 1989-2006 in una versione alternativa.
Il singolo ha raggiunto la novantottesima posizione nella Billboard Pop 100, ed è stata utilizzata in una campagna pubblicitaria dell'iPod. La versione pubblicata in Tell Tale Signs è stata classificata al trentasettesimo posto nella lista delle cento canzoni più significative del 2008 redatta da Rolling Stone.
Someday Baby è basata sulla canzone folk/blues Trouble No More, scritta da Muddy Waters e resa popolare dalla Allman Brothers Band, la quale è a sua volta basata su Someday Baby Blues scritta da Sleepy John Estes e resa poi popolare da Big Maceo col titolo Worried Life Blues.